# 서운정
서운정(栖雲亭)은 경상북도 안동시 성곡동에 있다. 2010년 3월 12일 안동시의 문화유산 제52호로 지정되었다.